# Condylostylus panamensis
Condylostylus panamensis är en tvåvingeart som först beskrevs av Van Duzee 1929. Condylostylus panamensis ingår i släktet Condylostylus och familjen styltflugor.
Artens utbredningsområde är Panama. Inga underarter finns listade i Catalogue of Life.